# Qualificazioni al campionato mondiale di calcio 1994 - UEFA
Sono elencate di seguito le date e i risultati della zona europea (UEFA) per le qualificazioni al mondiale del 1994.

## Formula
Il sorteggio per la composizione dei gruppi si svolse a New York, domenica 8 dicembre 1991. Il Liechtenstein si ritirò prima dell'estrazione, mentre la Russia ereditò la tradizione sportiva della scomparsa Unione Sovietica. La Germania fu ammessa direttamente alla fase finale in quanto campione uscente; infine, la Jugoslavia fu squalificata per i fatti bellici che la portarono a venire esclusa anche dall'Europeo 1992.
La suddivisione in fasce fu operata sulla base di un ranking, stilato dividendo i punti per il numero di partite che ciascuna squadra aveva ottenuto nelle eliminatorie del Mondiale 1990 e dell'Europeo.
| Fascia 1                                                  | Fascia 2                                                     | Fascia 3                                             | Fascia 4                                                  | Fascia 5                                      | Fascia 6                                                         |
| --------------------------------------------------------- | ------------------------------------------------------------ | ---------------------------------------------------- | --------------------------------------------------------- | --------------------------------------------- | ---------------------------------------------------------------- |
| Inghilterra Belgio Italia Spagna Unione Sovietica Francia | Jugoslavia Cecoslovacchia Paesi Bassi Scozia Austria Irlanda | Romania Danimarca Polonia Ungheria Portogallo Svezia | Irlanda del Nord Bulgaria Svizzera Norvegia Galles Grecia | Turchia Islanda Finlandia Albania Malta Cipro | Lussemburgo San Marino Fær Øer Israele Estonia Lettonia Lituania |

## Gruppo 1
| Data              | Luogo       | Squadra 1  | Risultato | Squadra 2  |
| ----------------- | ----------- | ---------- | --------- | ---------- |
| 16 agosto 1992    | Tallinn     | Estonia    | 0 - 6     | Svizzera   |
| 9 settembre 1992  | Berna       | Svizzera   | 3 - 1     | Scozia     |
| 14 ottobre 1992   | Cagliari    | Italia     | 2 - 2     | Svizzera   |
| 14 ottobre 1992   | Glasgow     | Scozia     | 0 - 0     | Portogallo |
| 25 ottobre 1992   | La Valletta | Malta      | 0 - 0     | Estonia    |
| 18 novembre 1992  | Berna       | Svizzera   | 3 - 0     | Malta      |
| 18 novembre 1992  | Glasgow     | Scozia     | 0 - 0     | Italia     |
| 19 dicembre 1992  | La Valletta | Malta      | 1 - 2     | Italia     |
| 24 gennaio 1993   | La Valletta | Malta      | 0 - 1     | Portogallo |
| 17 febbraio 1993  | Glasgow     | Scozia     | 3 - 0     | Malta      |
| 24 febbraio 1993  | Porto       | Portogallo | 1 - 3     | Italia     |
| 24 marzo 1993     | Palermo     | Italia     | 6 - 1     | Malta      |
| 31 marzo 1993     | Berna       | Svizzera   | 1 - 1     | Portogallo |
| 14 aprile 1993    | Trieste     | Italia     | 2 - 0     | Estonia    |
| 17 aprile 1993    | La Valletta | Malta      | 0 - 2     | Svizzera   |
| 28 aprile 1993    | Lisbona     | Portogallo | 5 - 0     | Scozia     |
| 1º maggio 1993    | Berna       | Svizzera   | 1 - 0     | Italia     |
| 12 maggio 1993    | Tallinn     | Estonia    | 0 - 1     | Malta      |
| 19 maggio 1993    | Tallinn     | Estonia    | 0 - 3     | Scozia     |
| 2 giugno 1993     | Aberdeen    | Scozia     | 3 - 1     | Estonia    |
| 19 giugno 1993    | Porto       | Portogallo | 4 - 0     | Malta      |
| 5 settembre 1993  | Tallinn     | Estonia    | 0 - 2     | Portogallo |
| 8 settembre 1993  | Aberdeen    | Scozia     | 1 - 1     | Svizzera   |
| 22 settembre 1993 | Tallinn     | Estonia    | 0 - 3     | Italia     |
| 13 ottobre 1993   | Roma        | Italia     | 3 - 1     | Scozia     |
| 13 ottobre 1993   | Porto       | Portogallo | 1 - 0     | Svizzera   |
| 10 novembre 1993  | Lisbona     | Portogallo | 3 - 0     | Estonia    |
| 17 novembre 1993  | Zurigo      | Svizzera   | 4 - 0     | Estonia    |
| 17 novembre 1993  | Milano      | Italia     | 1 - 0     | Portogallo |
| 17 novembre 1993  | La Valletta | Malta      | 0 - 2     | Scozia     |

| Pos | Squadra    | Pti | G  | V | N | P | GF | GS | DR  |
| --- | ---------- | --- | -- | - | - | - | -- | -- | --- |
| 1   | Italia     | 16  | 10 | 7 | 2 | 1 | 22 | 7  | +15 |
| 2   | Svizzera   | 15  | 10 | 6 | 3 | 1 | 23 | 6  | +17 |
| 3   | Portogallo | 14  | 10 | 6 | 2 | 2 | 18 | 5  | +13 |
| 4   | Scozia     | 11  | 10 | 4 | 3 | 3 | 14 | 13 | +1  |
| 5   | Malta      | 3   | 10 | 1 | 1 | 8 | 3  | 23 | -20 |
| 6   | Estonia    | 1   | 10 | 0 | 1 | 9 | 1  | 27 | -26 |

 Italia e  Svizzera qualificate.

## Gruppo 2
| Data              | Luogo      | Squadra 1   | Risultato | Squadra 2   |
| ----------------- | ---------- | ----------- | --------- | ----------- |
| 9 settembre 1992  | Oslo       | Norvegia    | 10 - 0    | San Marino  |
| 23 settembre 1992 | Poznań     | Polonia     | 1 - 0     | Turchia     |
| 23 settembre 1992 | Oslo       | Norvegia    | 2 - 1     | Paesi Bassi |
| 7 ottobre 1992    | Serravalle | San Marino  | 0 - 2     | Norvegia    |
| 14 ottobre 1992   | Rotterdam  | Paesi Bassi | 2 - 2     | Polonia     |
| 14 ottobre 1992   | Londra     | Inghilterra | 1 - 1     | Norvegia    |
| 28 ottobre 1992   | Ankara     | Turchia     | 4 - 1     | San Marino  |
| 18 novembre 1992  | Londra     | Inghilterra | 4 - 0     | Turchia     |
| 16 dicembre 1992  | Istanbul   | Turchia     | 1 - 3     | Paesi Bassi |
| 17 febbraio 1993  | Londra     | Inghilterra | 6 - 0     | San Marino  |
| 24 febbraio 1993  | Utrecht    | Paesi Bassi | 3 - 1     | Turchia     |
| 10 marzo 1993     | Serravalle | San Marino  | 0 - 0     | Turchia     |
| 24 marzo 1993     | Utrecht    | Paesi Bassi | 6 - 0     | San Marino  |
| 31 marzo 1993     | Smirne     | Turchia     | 0 - 2     | Inghilterra |
| 28 aprile 1993    | Oslo       | Norvegia    | 3 - 1     | Turchia     |
| 28 aprile 1993    | Londra     | Inghilterra | 2 - 2     | Paesi Bassi |
| 28 aprile 1993    | Łódź       | Polonia     | 1 - 0     | San Marino  |
| 19 maggio 1993    | Serravalle | San Marino  | 0 - 3     | Polonia     |
| 29 maggio 1993    | Chorzów    | Polonia     | 1 - 1     | Inghilterra |
| 2 giugno 1993     | Oslo       | Norvegia    | 2 - 0     | Inghilterra |
| 9 giugno 1993     | Rotterdam  | Paesi Bassi | 0 - 0     | Norvegia    |
| 8 settembre 1993  | Londra     | Inghilterra | 3 - 0     | Polonia     |
| 22 settembre 1993 | Bologna    | San Marino  | 0 - 7     | Paesi Bassi |
| 22 settembre 1993 | Oslo       | Norvegia    | 1 - 0     | Polonia     |
| 13 ottobre 1993   | Rotterdam  | Paesi Bassi | 2 - 0     | Inghilterra |
| 13 ottobre 1993   | Poznań     | Polonia     | 0 - 3     | Norvegia    |
| 27 ottobre 1993   | Istanbul   | Turchia     | 2 - 1     | Polonia     |
| 10 novembre 1993  | Istanbul   | Turchia     | 2 - 1     | Norvegia    |
| 17 novembre 1993  | Poznań     | Polonia     | 1 - 3     | Paesi Bassi |
| 17 novembre 1993  | Bologna    | San Marino  | 1 - 7     | Inghilterra |

| Pos | Squadra     | Pti | G  | V | N | P | GF | GS | DR  |
| --- | ----------- | --- | -- | - | - | - | -- | -- | --- |
| 1   | Norvegia    | 16  | 10 | 7 | 2 | 1 | 25 | 5  | +20 |
| 2   | Paesi Bassi | 15  | 10 | 6 | 3 | 1 | 29 | 9  | +20 |
| 3   | Inghilterra | 13  | 10 | 5 | 3 | 2 | 26 | 9  | +17 |
| 4   | Polonia     | 8   | 10 | 3 | 2 | 5 | 10 | 15 | -5  |
| 5   | Turchia     | 7   | 10 | 3 | 1 | 6 | 11 | 19 | -8  |
| 6   | San Marino  | 1   | 10 | 0 | 1 | 9 | 2  | 46 | -44 |

 Norvegia e  Paesi Bassi qualificate.

## Gruppo 3
| Data              | Luogo      | Squadra 1        | Risultato | Squadra 2        |
| ----------------- | ---------- | ---------------- | --------- | ---------------- |
| 22 aprile 1992    | Siviglia   | Spagna           | 3 - 0     | Albania          |
| 28 aprile 1992    | Belfast    | Irlanda del Nord | 2 - 2     | Lituania         |
| 26 maggio 1992    | Dublino    | Irlanda          | 2 - 0     | Albania          |
| 3 giugno 1992     | Tirana     | Albania          | 1 - 0     | Lituania         |
| 12 agosto 1992    | Riga       | Lettonia         | 1 - 2     | Lituania         |
| 26 agosto 1992    | Riga       | Lettonia         | 0 - 0     | Danimarca        |
| 9 settembre 1992  | Dublino    | Irlanda          | 4 - 0     | Lettonia         |
| 9 settembre 1992  | Belfast    | Irlanda del Nord | 3 - 0     | Albania          |
| 23 settembre 1992 | Riga       | Lettonia         | 0 - 0     | Spagna           |
| 23 settembre 1992 | Vilnius    | Lituania         | 0 - 0     | Danimarca        |
| 14 ottobre 1992   | Copenaghen | Danimarca        | 0 - 0     | Irlanda          |
| 14 ottobre 1992   | Belfast    | Irlanda del Nord | 0 - 0     | Spagna           |
| 28 ottobre 1992   | Vilnius    | Lituania         | 1 - 1     | Lettonia         |
| 11 novembre 1992  | Tirana     | Albania          | 1 - 1     | Lettonia         |
| 18 novembre 1992  | Belfast    | Irlanda del Nord | 0 - 1     | Danimarca        |
| 18 novembre 1992  | Siviglia   | Spagna           | 0 - 0     | Irlanda          |
| 16 dicembre 1992  | Siviglia   | Spagna           | 5 - 0     | Lettonia         |
| 17 febbraio 1993  | Tirana     | Albania          | 1 - 2     | Irlanda del Nord |
| 24 febbraio 1993  | Siviglia   | Spagna           | 5 - 0     | Lituania         |
| 31 marzo 1993     | Copenaghen | Danimarca        | 1 - 0     | Spagna           |
| 31 marzo 1993     | Dublino    | Irlanda          | 3 - 0     | Irlanda del Nord |
| 14 aprile 1993    | Copenaghen | Danimarca        | 2 - 0     | Lettonia         |
| 14 aprile 1993    | Vilnius    | Lituania         | 3 - 1     | Albania          |
| 28 aprile 1993    | Dublino    | Irlanda          | 1 - 1     | Danimarca        |
| 28 aprile 1993    | Siviglia   | Spagna           | 3 - 1     | Irlanda del Nord |
| 15 maggio 1993    | Riga       | Lettonia         | 0 - 0     | Albania          |
| 25 maggio 1993    | Vilnius    | Lituania         | 0 - 1     | Irlanda del Nord |
| 26 maggio 1993    | Tirana     | Albania          | 1 - 2     | Irlanda          |
| 2 giugno 1993     | Copenaghen | Danimarca        | 4 - 0     | Albania          |
| 2 giugno 1993     | Riga       | Lettonia         | 1 - 2     | Irlanda del Nord |
| 2 giugno 1993     | Vilnius    | Lituania         | 0 - 2     | Spagna           |
| 9 giugno 1993     | Riga       | Lettonia         | 0 - 2     | Irlanda          |
| 16 giugno 1993    | Vilnius    | Lituania         | 0 - 1     | Irlanda          |
| 25 agosto 1993    | Copenaghen | Danimarca        | 4 - 0     | Lituania         |
| 8 settembre 1993  | Tirana     | Albania          | 0 - 1     | Danimarca        |
| 8 settembre 1993  | Dublino    | Irlanda          | 2 - 0     | Lituania         |
| 8 settembre 1993  | Belfast    | Irlanda del Nord | 2 - 0     | Lettonia         |
| 22 settembre 1993 | Tirana     | Albania          | 1 - 5     | Spagna           |
| 13 ottobre 1993   | Copenaghen | Danimarca        | 1 - 0     | Irlanda del Nord |
| 13 ottobre 1993   | Dublino    | Irlanda          | 1 - 3     | Spagna           |
| 17 novembre 1993  | Belfast    | Irlanda del Nord | 1 - 1     | Irlanda          |
| 17 novembre 1993  | Siviglia   | Spagna           | 1 - 0     | Danimarca        |

| Pos | Squadra          | Pti | G  | V | N | P | GF | GS | DR  |
| --- | ---------------- | --- | -- | - | - | - | -- | -- | --- |
| 1   | Spagna           | 19  | 12 | 8 | 3 | 1 | 27 | 4  | +23 |
| 2   | Irlanda          | 18  | 12 | 7 | 4 | 1 | 19 | 6  | +13 |
| 3   | Danimarca        | 18  | 12 | 7 | 4 | 1 | 15 | 2  | +13 |
| 4   | Irlanda del Nord | 13  | 12 | 5 | 3 | 4 | 14 | 13 | +1  |
| 5   | Lituania         | 7   | 12 | 2 | 3 | 7 | 8  | 21 | -13 |
| 6   | Lettonia         | 5   | 12 | 0 | 5 | 7 | 4  | 21 | -17 |
| 7   | Albania          | 4   | 12 | 1 | 2 | 9 | 6  | 26 | -20 |

 Spagna e  Irlanda qualificate.

## Gruppo 4
| Data              | Luogo     | Squadra 1      | Risultato | Squadra 2      |
| ----------------- | --------- | -------------- | --------- | -------------- |
| 22 aprile 1992    | Bruxelles | Belgio         | 1 - 0     | Cipro          |
| 6 maggio 1992     | Bucarest  | Romania        | 7 - 0     | Fær Øer        |
| 20 maggio 1992    | Bucarest  | Romania        | 5 - 1     | Galles         |
| 3 giugno 1992     | Toftir    | Fær Øer        | 0 - 3     | Belgio         |
| 16 giugno 1992    | Toftir    | Fær Øer        | 0 - 2     | Cipro          |
| 2 settembre 1992  | Praga     | Cecoslovacchia | 1 - 2     | Belgio         |
| 9 settembre 1992  | Cardiff   | Galles         | 6 - 0     | Fær Øer        |
| 23 settembre 1992 | Košice    | Cecoslovacchia | 4 - 0     | Fær Øer        |
| 14 ottobre 1992   | Bruxelles | Belgio         | 1 - 0     | Romania        |
| 14 ottobre 1992   | Nicosia   | Cipro          | 0 - 1     | Galles         |
| 14 novembre 1992  | Bucarest  | Romania        | 1 - 1     | Cecoslovacchia |
| 18 novembre 1992  | Bruxelles | Belgio         | 2 - 0     | Galles         |
| 29 novembre 1992  | Larnaca   | Cipro          | 1 - 4     | Romania        |
| 13 febbraio 1993  | Nicosia   | Cipro          | 0 - 3     | Belgio         |
| 24 marzo 1993     | Limassol  | Cipro          | 1 - 1     | Cecoslovacchia |
| 31 marzo 1993     | Cardiff   | Galles         | 2 - 0     | Belgio         |
| 14 aprile 1993    | Bucarest  | Romania        | 2 - 1     | Cipro          |
| 25 aprile 1993    | Limassol  | Cipro          | 3 - 1     | Fær Øer        |
| 28 aprile 1993    | Ostrava   | Cecoslovacchia | 1 - 1     | Galles         |
| 22 maggio 1993    | Bruxelles | Belgio         | 3 - 0     | Fær Øer        |
| 2 giugno 1993     | Košice    | Cecoslovacchia | 5 - 2     | Romania        |
| 6 giugno 1993     | Toftir    | Fær Øer        | 0 - 3     | Galles         |
| 16 giugno 1993    | Toftir    | Fær Øer        | 0 - 3     | Cecoslovacchia |
| 8 settembre 1993  | Cardiff   | Galles         | 2 - 2     | Cecoslovacchia |
| 8 settembre 1993  | Toftir    | Fær Øer        | 0 - 4     | Romania        |
| 13 ottobre 1993   | Bucarest  | Romania        | 2 - 1     | Belgio         |
| 13 ottobre 1993   | Cardiff   | Galles         | 2 - 0     | Cipro          |
| 27 ottobre 1993   | Košice    | Cecoslovacchia | 3 - 0     | Cipro          |
| 17 novembre 1993  | Cardiff   | Galles         | 1 - 2     | Romania        |
| 17 novembre 1993  | Bruxelles | Belgio         | 0 - 0     | Cecoslovacchia |

| Pos | Squadra        | Pti | G  | V | N | P  | GF | GS | DR  |
| --- | -------------- | --- | -- | - | - | -- | -- | -- | --- |
| 1   | Romania        | 15  | 10 | 7 | 1 | 2  | 29 | 12 | +17 |
| 2   | Belgio         | 15  | 10 | 7 | 1 | 2  | 16 | 5  | +11 |
| 3   | Cecoslovacchia | 13  | 10 | 4 | 5 | 1  | 21 | 9  | +12 |
| 4   | Galles         | 12  | 10 | 5 | 2 | 3  | 19 | 12 | +7  |
| 5   | Cipro          | 5   | 10 | 2 | 1 | 7  | 8  | 18 | -10 |
| 6   | Fær Øer        | 0   | 10 | 0 | 0 | 10 | 1  | 38 | -37 |

 Romania e  Belgio qualificate.

## Gruppo 5
| Data             | Luogo       | Squadra 1   | Risultato | Squadra 2   |
| ---------------- | ----------- | ----------- | --------- | ----------- |
| 13 maggio 1992   | Atene       | Grecia      | 1 - 0     | Islanda     |
| 3 giugno 1992    | Budapest    | Ungheria    | 1 - 2     | Islanda     |
| 9 settembre 1992 | Lussemburgo | Lussemburgo | 0 - 3     | Ungheria    |
| 7 ottobre 1992   | Reykjavík   | Islanda     | 0 - 1     | Grecia      |
| 14 ottobre 1992  | Mosca       | Russia      | 1 - 0     | Islanda     |
| 28 ottobre 1992  | Mosca       | Russia      | 2 - 0     | Lussemburgo |
| 11 novembre 1992 | Salonicco   | Grecia      | 0 - 0     | Ungheria    |
| 17 febbraio 1993 | Atene       | Grecia      | 2 - 0     | Lussemburgo |
| 31 marzo 1993    | Budapest    | Ungheria    | 0 - 1     | Grecia      |
| 14 aprile 1993   | Lussemburgo | Lussemburgo | 0 - 4     | Russia      |
| 28 aprile 1993   | Mosca       | Russia      | 3 - 0     | Ungheria    |
| 20 maggio 1993   | Lussemburgo | Lussemburgo | 1 - 1     | Islanda     |
| 23 maggio 1993   | Mosca       | Russia      | 1 - 1     | Grecia      |
| 2 giugno 1993    | Reykjavík   | Islanda     | 1 - 1     | Russia      |
| 16 giugno 1993   | Reykjavík   | Islanda     | 2 - 0     | Ungheria    |
| 8 settembre 1993 | Budapest    | Ungheria    | 1 - 3     | Russia      |
| 8 settembre 1993 | Reykjavík   | Islanda     | 1 - 0     | Lussemburgo |
| 12 ottobre 1993  | Lussemburgo | Lussemburgo | 1 - 3     | Grecia      |
| 27 ottobre 1993  | Budapest    | Ungheria    | 1 - 0     | Lussemburgo |
| 17 novembre 1993 | Atene       | Grecia      | 1 - 0     | Russia      |

| Pos | Squadra     | Pti | G | V | N | P | GF | GS | DR  |
| --- | ----------- | --- | - | - | - | - | -- | -- | --- |
| 1   | Grecia      | 14  | 8 | 6 | 2 | 0 | 10 | 2  | +8  |
| 2   | Russia      | 12  | 8 | 5 | 2 | 1 | 15 | 4  | +11 |
| 3   | Islanda     | 8   | 8 | 3 | 2 | 3 | 7  | 6  | +1  |
| 4   | Ungheria    | 5   | 8 | 2 | 1 | 5 | 6  | 11 | -5  |
| 5   | Lussemburgo | 1   | 8 | 0 | 1 | 7 | 2  | 17 | -15 |

 Grecia e  Russia qualificate.

## Gruppo 6
| Data             | Luogo     | Squadra 1 | Risultato | Squadra 2 |
| ---------------- | --------- | --------- | --------- | --------- |
| 14 maggio 1992   | Helsinki  | Finlandia | 0 - 3     | Bulgaria  |
| 9 settembre 1992 | Sofia     | Bulgaria  | 2 - 0     | Francia   |
| 9 settembre 1992 | Helsinki  | Finlandia | 0 - 1     | Svezia    |
| 7 ottobre 1992   | Stoccolma | Svezia    | 2 - 0     | Bulgaria  |
| 14 ottobre 1992  | Parigi    | Francia   | 2 - 0     | Austria   |
| 28 ottobre 1992  | Vienna    | Austria   | 5 - 2     | Israele   |
| 11 novembre 1992 | Tel Aviv  | Israele   | 1 - 3     | Svezia    |
| 14 novembre 1992 | Parigi    | Francia   | 2 - 1     | Finlandia |
| 2 dicembre 1992  | Tel Aviv  | Israele   | 0 - 2     | Bulgaria  |
| 17 febbraio 1993 | Tel Aviv  | Israele   | 0 - 4     | Francia   |
| 27 marzo 1993    | Vienna    | Austria   | 0 - 1     | Francia   |
| 14 aprile 1993   | Vienna    | Austria   | 3 - 1     | Bulgaria  |
| 28 aprile 1993   | Parigi    | Francia   | 2 - 1     | Svezia    |
| 28 aprile 1993   | Sofia     | Bulgaria  | 2 - 0     | Finlandia |
| 12 maggio 1993   | Sofia     | Bulgaria  | 2 - 2     | Israele   |
| 13 maggio 1993   | Pori      | Finlandia | 3 - 1     | Austria   |
| 19 maggio 1993   | Stoccolma | Svezia    | 1 - 0     | Austria   |
| 2 giugno 1993    | Stoccolma | Svezia    | 5 - 0     | Israele   |
| 16 giugno 1993   | Helsinki  | Finlandia | 0 - 0     | Israele   |
| 22 agosto 1993   | Stoccolma | Svezia    | 1 - 1     | Francia   |
| 25 agosto 1993   | Vienna    | Austria   | 3 - 0     | Finlandia |
| 8 settembre 1993 | Tampere   | Finlandia | 0 - 2     | Francia   |
| 8 settembre 1993 | Sofia     | Bulgaria  | 1 - 1     | Svezia    |
| 13 ottobre 1993  | Parigi    | Francia   | 2 - 3     | Israele   |
| 13 ottobre 1993  | Sofia     | Bulgaria  | 4 - 1     | Austria   |
| 13 ottobre 1993  | Stoccolma | Svezia    | 3 - 2     | Finlandia |
| 27 ottobre 1993  | Tel Aviv  | Israele   | 1 - 1     | Austria   |
| 10 novembre 1993 | Vienna    | Austria   | 1 - 1     | Svezia    |
| 10 novembre 1993 | Tel Aviv  | Israele   | 1 - 3     | Finlandia |
| 17 novembre 1993 | Parigi    | Francia   | 1 - 2     | Bulgaria  |

| Pos | Squadra   | Pti | G  | V | N | P | GF | GS | DR  |
| --- | --------- | --- | -- | - | - | - | -- | -- | --- |
| 1   | Svezia    | 15  | 10 | 6 | 3 | 1 | 19 | 8  | +11 |
| 2   | Bulgaria  | 14  | 10 | 6 | 2 | 2 | 19 | 10 | +9  |
| 3   | Francia   | 13  | 10 | 6 | 1 | 3 | 17 | 10 | +7  |
| 4   | Austria   | 8   | 10 | 3 | 2 | 5 | 15 | 16 | -1  |
| 5   | Finlandia | 5   | 10 | 2 | 1 | 7 | 9  | 18 | -9  |
| 6   | Israele   | 5   | 10 | 1 | 3 | 6 | 10 | 27 | -17 |

 Svezia e  Bulgaria qualificate.